# Clinocythere
Clinocythere is een geslacht van uitgestorven kreeftachtigen uit de klasse van de Ostracoda (mosselkreeftjes).

## Soorten
- Clinocythere bhatiai Bhandari, 1992 †
- Clinocythere celata Al-furaih, 1984 †
- Clinocythere debilis Al-furaih, 1984 †
- Clinocythere rhizommata Al-Furaih, 1980 †